# 털진드기목
털진드기목(Trombidiformes)은 진드기아강에 속하는 응애 목의 하나이다.

## 분류학
털진드기목은 1998년 스파이롤리쿠스아목과 전기문아목으로 분리되었다. 진드기상목에 속하는 다른 주요 분류군인 옴진드기목 응애와 달리 공유파생형질(synapomorphy)이 거의 없는 응애로 정의되었다. 털진드기목에는 의학적으로 중요한 모낭충과 털진드기, 트롬비쿨라와 같은 응애, 농업에서 중요한 잎응애와 혹응애 등을 포함하고 있다.
2004년 분류에서 2개 아목에 약 125개 과와 22,000여 종 이상을 포함하고 있다. 2011년 개정된 분류에서는 151개 과에 2,235속 25,821종을 포함하고 있다.

## 하위 분류
2개 아목에 151개 과로 분류한다.
- 스파이롤리쿠스아목 (Sphaerolichida) OConnor, 1984
- 전기문아목 (前氣門亞目, Prostigmata 또는 Actinedida) Kramer, 1877